# Lex Irnitana

Lex Irnitana,
détail de la plaque X

La lex Irnitana est une loi romaine de l'époque des Flaviens qui définit le statut du municipe d'Irni (Municipium Flavium Irnitanum), dans la province romaine de Bétique, dans le sud de l'Espagne.
C'est la copie la plus complète connue (en 2021) d'une loi de municipe flavien.

## Découverte
Six de ses dix plaques de bronze et des fragments d'autres plaques ont été découverts fortuitement au printemps 1981 sur le territoire de la commune de El Saucejo (province de Séville), à environ 5 km au sud-ouest du bourg de El Saucejo et 3 km nord-est d'Algámitas, sur une colline appelée Molino del Postero, près de la rivière Corbonés (es).
Cette colline escarpée portait des traces d'habitats anciens ; mais avant cette découverte on ne connaissait pas l'existence du Municipium Flavium Irnitanum.[réf. nécessaire]

## Description

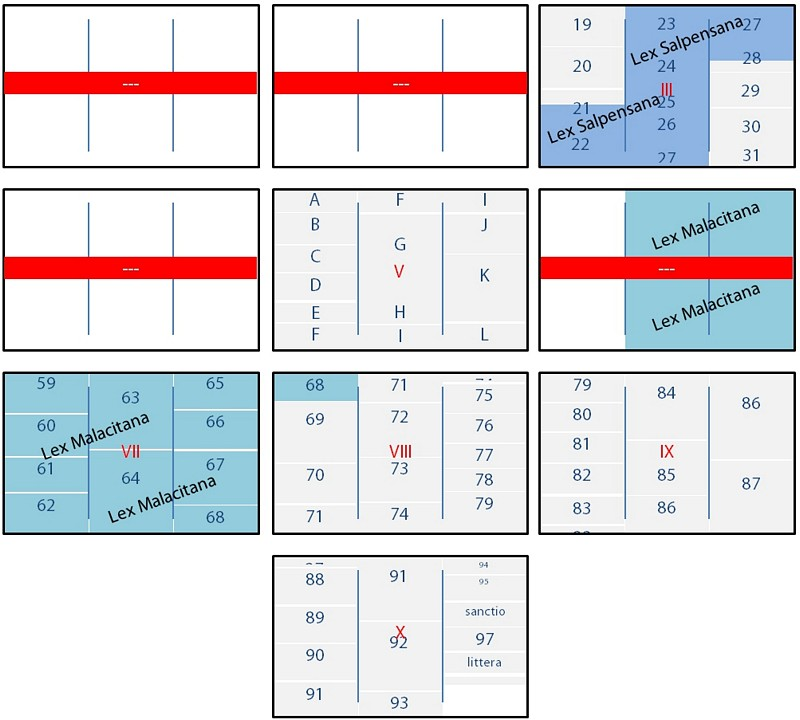
Disposition des chapitres sur les plaques de la Lex Irnitana

Les six plaques de bronze font partie d'un ensemble de dix plaques mesurant 57,5 cm sur 91,5 cm. Chacune est gravée sur trois colonnes,, avec des lettres de 4 à 6 mm de hauteur. Les plaques portent en haut et en bas trois trous servant à la fixation sur le mur où elles étaient affichées. Elles devaient occuper sur ce mur une largeur de 9 mètres.
Leur état de conservation est assez bon, hormis des marques de corrosion sur toutes les plaques ; ces attaques de la surface ont fait disparaître quelques mots,.
Elles correspondent aux plaques III, V, VII, VIII, IX et X. Des fragments de la plaque II ont été retrouvés plus tard.[réf. nécessaire]
Toutes les plaques portent un numéro à un moment près du bord. Les chapitres de la Lex Irnitana ne sont pas numérotés, à la différence de ceux de la Lex Malacitana (en) et de la Lex Salpensana (es), mais on peut restituer l'essentiel de la numérotation par comparaison avec celles des deux lois parallèles,.
Environ deux colonnes de la plaque VI (manquante) devaient reproduire, avec quelques modifications appropriées, le texte de la Lex Malacitana jusqu'au chapitre 69, 1. 2.

## Contenu
La Lex Irnitana est la version locale de la Lex Flavia municipalis, cette dernière étant le cadre général pour les statuts des municipes mis en place par Domitien, dérivé de la Lex Iulia municipalis (es) d'Auguste déjà réformée par Vespasien,.
La Lex Irnitana peut être mise en rapport avec la Lex Malacitana (es) (CIL II, 1964) de Malaga, la Lex Salpensana (es) (CIL II, 1963) du municipe de Salpensa (es), les fragments de la Lex Villonensis (de) et d'autres fragments provenant d'Italica et de Duráton (es), pour la reconstitution du cadre général de la Lex Flavia municipalis.
Elle comportait 96 chapitres, un complément au chapitre 23, une lettre de Domitien datée de 91 ap. J.-C., et les références du duumvir et légat chargé d'apposer publiquement les plaques.
Cette loi devait commencer en traitant des différents corps de citoyens et des affaires religieuses ; et notre connaissance du texte commence au milieu de la section traitant des magistrats, qui se poursuit jusqu'au chapitre 27.
Les chapitres 28 et 29 traitent de la manumission et la désignation des tuteurs.
Une section sur les décurions est couverte par les chapitres 30 et 31 (plaque IV) et les chapitres (A) à (K) de la plaque V manquante.
Puis vient une section sur les élections : chapitre (L) de la plaque V, l'équivalent d’une colonne manquante sur la tablette VI, chapitres 51 à 60 ; 
puis deux chapitres (61 et 62) sur l'administration générale ; 
douze chapitres (62 à 73) sur les questions financières ; 
deux chapitres (74 et 75) sur les rassemblements illégaux et l'accaparement des céréales ;
cinq chapitres (76 à 80) sur les questions financières ;
trois chapitres (81 à 83) sur les jeux, les routes et les opérations ;
une longue section (chapitres 84 à 93) sur la compétence juridictionnelle ou procédure judiciaire ;
et trois chapitres (94 à 96) sur les incolae, sur l'inscription de la loi et sur les dispositions pour son application. 
La plaque X porte le sanctio, ce qui indique qu'elle est bien la dernière du lot ; elle inclut aussi quelques matériaux auxiliaires : le chapitre additionnel et la lettre (litterae) de Domitien.

## Lieux de conservation
En 1986 les six plaques sont déjà dispersées : les plaques III, V, VIII et tous les petits fragments sont au musée archéologique de Séville ; les plaques VII et X sont au musée de Huelva (es), section archéologie ; la plaque IX est au musée archéologique national de Madrid,.